# (12359) Cajigal
(12359) Cajigal (1993 SN3) – planetoida z grupy pasa głównego asteroid okrążająca Słońce w ciągu 5,71 lat w średniej odległości 3,19 j.a. Odkryta 22 września 1993 roku.